# Joseph Calmette
Joseph Calmette (Perpignano, 1º settembre 1873 – Tolosa, 16 agosto 1952) è stato uno storico francese.

## Biografia
Dopo gli studi all'École nationale des chartes, dove si è laureato con una tesi su Luigi XI e l'Aragona), è stato membro dell'École française di Roma dal 1900 al 1902. Fu quindi professore di Storia medievale nelle università di Montpellier (1903-4) e di Digione (da 1905 al 1911, allorché fu chiamato a ricoprire la cattedra di Storia della Francia meridionale nell'università di Tolosa che tenne fino al ritiro (1946) a causa di gravi problemi di salute.
Fu membro di numerose accademie. Presidente della Société Archéologique du Midi de la France; dal 1934 fu anche membro dell'Académie des Inscriptions et Belles-Lettres.

## Scritti (selezione)
Calmette fu autore di un grandissimo numero di pubblicazioni, alcune delle quali molto importanti:
- Études sur les relations de Louis XI avec Jean II d'Aragon et le principat de Catalogne (1461- 1473) (1900)
- La diplomatie carolingienne du traité de Verdun à la mort de Charles le Chauve (1901)
- Louis XI, Jean II et la Révolution catalane (1903)
- Bibliographie roussillonnaise (1906)
- Histoire du Roussillon (1923)
- Louis XI et l'Angleterre, Paris: Picard, (1930)
- Le Monde Féodal, Paris: Presses Universitaires de France, 1934
- L'art italien à Paris, Bulletin des Amitiés franco-étrangères (1935)
- Charlemagne, sa vie et son oeuvre, Paris: A. Michel, 1945; edizione in lingua italiana: Carlomagno; traduzione di G. Lombardini; prefazione di Giorgio Falco, Torino: F. De Silva, 1948; Rist. anastatica: Firenze: La nuova Italia (1974)
- Histoire de l'Espagne. Paris: Flammarion, 1947; edizione in lingua italiana: Storia di Spagna, 2 volumi; traduzione di E. De Smaele, Firenze: Sansoni, 1958-1962
- Les grands Ducs de Bourgogne (1949)